# ويليام بيرش (لاعب كريكت)
ويليام بيرش (بالإنجليزية: William Birch)‏ (26 أكتوبر 1849 في أستراليا - 18 أغسطس 1897) هو لاعب كريكت أسترالي. لعب مع فريق تسمانيا للكريكت.

## وصلات خارجية
- ويليام بيرش (لاعب كريكت) على موقع إي آس بي آن كريك إنفو (الإنجليزية)